# 木崎良平 (法曹)
木崎 良平（きざき りょうへい、1924年7月25日 - 2005年8月15日）は、日本の弁護士。最高裁判所判事。

## 概要
兵庫県神戸市出身。戦前に在学中に高等文官試験司法科に合格し、学徒動員で満洲に行くも、病気となり療養所で敗戦。ソ連に抑留されたが脱走して、苦労を重ねながら日本に帰還した。京都大学法学部卒業後の1951年に弁護士登録。大阪弁護士会会長、日弁連副会長、法制審議会委員などを歴任した。
1990年9月に最高裁判事に就任。1990年衆院選を一票の格差訴訟で「違憲状態」としつつ有効とした大法廷判決に対し、「2倍以上で違憲状態、1年以内に定数が是正されなければ選挙を無効にするべき」とする反対意見を述べた。
1994年7月に定年退官。1996年秋の叙勲で勲一等瑞宝章を受章。2005年8月15日、慢性心不全のため死去。81歳没。